# Скороход, Антон Филиппович
Анто́н Фили́ппович Скорохо́д (1891—1971) — советский военачальник, генерал-майор (1944).

## Биография
Родился 18 июля 1891 года в селе Фесюры Езерянской волости Васильковского уезда Киевской губернии (ныне Белоцерковского района Киевской области).
14 ноября 1912 года был призван на военную службу в Русскую императорскую армию и зачислен рядовым в 9-й гусарский Киевский полк.
В начале 1914 года окончил кавалерийскую школу младшего комсостава в Киеве, произведен в младшие унтер-офицеры и проходил службу младшим командиром.
С началом Первой мировой войны в составе полка А.Ф. Скороход младшим, а затем старшим унтер-офицером воевал на Юго-Западном фронте против австрийских войск. 15 февраля 1915 года произведен в подпрапорщики и назначен вахмистром. В 1916 году полк был переброшен на Румынский фронт. После Октябрьской революции убыл с фронта, но по прибытии в г. Васильков Киевской губернии был окружен гайдамаками гетмана П.П. Скоропадского и разоружен.
В Гражданскую войну А.Ф. Скороход в начале 1918 года после демобилизации прибыл в г. Саратов, где вступил в отряд тов. Кашкина, который действовал против астраханских казаков наказного атамана И.А. Бирюкова.
1 октября 1918 года был призван в РККА Аткарским уездным военкоматом Саратовской губернии и направлен в г. Саратов, где аттестационной комиссией назначен командиром эскадрона в 1-й Саратовский кавалерийский полк. В его составе воевал на Уральском фронте против белоказаков А.И. Дутова. В начале апреля  1919 года назначен временно исполняющим обязанности командира Киргизской бригады на Уральском фронте. Затем с августа командовал 1-м кавалерийским полком (затем переименован в 9-й кавалерийский полк) в состав 3-й Туркестанской кавалерийской дивизии. 14 октября 1919 года погиб его первый командир Михаил Дормидонтович Михайлов, и Скороход вступил в командование полком. Прошел с боями от Оренбурга до Ташкента. Приказом РВСР № 349 от 20 декабря 1919 года он был награждён орденом Красного Знамени. В приказе отмечалось, что «при преследовании неприятеля он был ранен пулей в висок и оставался в строю до окончания преследования врага».
21 июля 1920 года А.Ф. Скороход был направлен в распоряжение инспектора кавалерии фронта и назначен председателем закупочной комиссии. По её расформировании в октябре 1920 года назначен командиром кавалерийского дивизиона Саратовского полкового округа. С февраля 1921 года занимал должность командующего войсками Голо-Карамышенского уезда. Командиром сводного отряда участвовал в ликвидации отрядов Попова, Вакулина, Пятакова и других. Был ранен. После излечения назначен старшим инструктором спортцентра Аткарского уездного военкомата, затем состоял для поручений при этом военкомате.
В послевоенный период А.Ф. Скороход с мая 1922 года проходил службу в Саратовском губернском военкомате, был инструктором по кавалерийскому делу, затем инструктором военно-допризывной подготовки всевобуча, инструктором-организатором всевобуча. В ноябре 1924 года направлен в распоряжение командира 32-й Саратовской стрелковой дивизии и назначен командиром отдельного кавалерийского эскадрона. В ноябре 1929 года командирован на учебу на кавалерийские КУКС РККА в г. Новочеркасск, которые он окончил 1 июня 1930 года. В октябре 1930 года назначен командиром эскадрона Объединенной Татаро-Башкирской военной школы в г. Казань. В октябре 1931 года направлен на военно-ремонтные КУКС РККА в Москву. 14 июня 1932 года окончил их и был назначен старшим членом 2-й Приволжской ремонтной комиссии ПриВО в г. Саратов. С июня 1933 года был помощником начальника Украинского военно-конного завода, затем с февраля 1934 года — председателем 2-й Приволжской комиссии по конскому составу (с 4 ноября 1935 года - 15-я Саратовская ремонтная комиссия). С апреля 1937 года исполнял обязанности начальника 3-го отделения 4-го отдела штаба ПриВО. В октябре освобожден от должности и вновь назначен председателем 15-й Саратовской ремонтной комиссии.
В начале Великой Отечественной войны полковник А.Ф Скороход с 10 августа 1941 года командовал 253-м кавалерийским полком в составе 11-й отдельной кавалерийской дивизии имени Морозова. 3 января 1942 года сформировал и назначен первым командиром 2-й кавалерийской дивизии (позже 12-я Кубанская казачья кавалерийская дивизия) 17-го казачьего кавалерийского корпуса.
В марте 1942 года назначен командиром 115-й Кабардино-Балкарской кавалерийской дивизией, находившейся на формировании в Кабардино-Балкарской АССР. По завершении формирования 30 мая 1942 года дивизия вошла в состав 51-й армии этого фронта. В июле того же года дивизия в составе этих же корпусов и армии вела тяжелые оборонительные бои на р. Сал в Ростовской области. После понесенных потерь в конце июля корпус был выведен в резерв фронта и расформирован, а 115-я кавалерийская дивизия вошла в непосредственное подчинение командующего 51-й армией. В последующем в составе Сталинградского фронта (с 1 августа 1942 года) части дивизии вели тяжелые оборонительные бои против частей 1-й немецкой танковой армии под  Ростовом-на-Дону, на реках Дон, Сал, Маныч, затем в районе Цаган-Нур сражались в окружении. Понеся большие потери, дивизия вынуждена была отходить к Сталинграду. 18 сентября 1942 года был ранен, но не покинул поле боя. Был эвакуирован в госпиталь только 22 сентября 1942 года, когда ухудшившееся состояние здоровья не позволило ему дальше командовать дивизией. После гибели 3 декабря 1942 года командира 81-й кавалерийской дивизии 4-го кавалерийского корпуса полковника В.Г. Баумштейна А.Ф. Скороход 14 декабря был назначен командиром этой дивизии. С середины декабря дивизия принимала участие в Котельниковской операции проводимой с целью отразить наступление группировки Манштейна, пытавшейся деблокировать окруженные под Сталинградом немецкие войска. 8 января 1943 года она совершила марш из района н. Курмана в район Шротино, Колядовка (30 км юго-восточнее Старобельска) общей протяженностью 620 км, после чего вошла в подчинение командованию Юго-Западного фронта и дислоцировалась в районе Старобельск, Евсуга. В начале мая 1943 года дивизия была выведена в резерв Ставки ВГК, затем вошла в состав Степного ВО. К 10 мая 1943 года она была передислоцирована в район Россоши, где в период с 11 по 22 мая 1943 года была расформирована. Части дивизии были обращены на пополнение частей 7-го гвардейского кавалерийского корпуса.
В июне 1943 года полковник А.Ф. Скороход был зачислен слушателем Высшей военной академии имени К.Е. Ворошилова, однако через месяц был отозван и назначен начальником Терского военно-конного завода.
После окончания войны генерал-майор А.Ф. Скороход с декабря был директором Военно-конного завода имени И.В. Сталина в г. Кисловодск Ставропольского края. 4 мая 1948 года уволен в запас. В марте 1953 года вновь определен в кадры Советской армии и вновь назначен начальником Военно-конного завода имени И.В. Сталина.
в августе 1953 года уволен в отставку.
В последние годы жил в посёлке Иноземцево Ставропольского края.
Умер 25 июня 1971 года.
В романе Алима Кешокова «Сломанная подкова» выведен под именем полковника Кубанцева.

## Награды
- орден Ленина (№25993 от 21.02.1945[9]);
- 4 ордена Красного Знамени (№9917 от 20.12.1919, № 86/2 от 04.04.1922; №459/3 от 08.02.1943[5]; №302/4 от 93.11.1944[9]; №152/5 от 20.04.1953);
- 2 ордена Трудового Красного Знамени (№188370 от 23.07.1951[9]; №210614 от 17.07.1952);
- Медаль "ХХ лет РККА" (22.02.1938);
- Медаль "За оборону Сталинграда";
- Медаль "За оборону Москвы";
- Медаль "За оборону Кавказа";
- Медаль "За победу над Германией в Великой Отечественной войне 1941-1945гг.";
- Медаль "Двадцать лет победы в Великой Отечественной войне 1941-1945гг.";
- Медаль "30 лет Советской Армии и Флота";
- Медаль "50 лет Вооруженных Сил СССР";
- 4 Георгиевских Креста;
- Георгиевская медаль 4-й степени.